# 444年
| 千纪： | 1千纪                                                                                           |
| 世纪： | 4世纪 \| 5世纪 \| 6世纪                                                                         |
| 年代： | 410年代 \| 420年代 \| 430年代 \| 440年代 \| 450年代 \| 460年代 \| 470年代                       |
| 年份： | 439年 \| 440年 \| 441年 \| 442年 \| 443年 \| 444年 \| 445年 \| 446年 \| 447年 \| 448年 \| 449年 |
| 纪年： | 甲申年（猴年）；北魏太平真君五年；南朝宋元嘉二十一年；高昌北凉承平二年                          |

## 逝世
- 刘兴弟，宋武帝长女。
- 刘义庆，宋武帝侄子，世说新语作者。